# Utetheisa semisignata
Utetheisa semisignata là một loài bướm đêm thuộc phân họ Arctiinae, họ Erebidae.